# Тихон (Петранюк)
Тихон (у миру Петранюк Тарас Іванович; нар. 19 жовтня 1976) — архієрей Православної церкви України (до 15 грудня 2018 року — Української автокефальної православної церкви), архієпископ Тернопільський і Бучацький.

## Біографія
Народився 19 жовтня 1976 року в місті Коломия, Івано-Франківської області.
У 1994 році вступив до Чернівецького Національного Університету імені Юрія Федьковича на філософсько-теологічний факультет за спеціальністю «Теологія», який закінчив у 2000 році.
11 вересня 1999 року рукоположений в дияконський сан.
14 жовтня 1999 року митрополитом Львівським та Сокальським Андрієм (Гораком) рукоположений у сан пресвітера.
Указом архієпископа Варлаама від грудня 1999 року, був призначений настоятелем парафії Святої Великомучениці Варвари села Лопушна Вижницького району Чернівецької області.
У 2000 році закінчив Київську Духовну Академію.
У січні 2004 року був призначений кліриком Кафедрального Храму Різдва Христового міста Чернівців.
Указом Святійшого Патріарха Філарета від 23 січня 2004 року, возведений в сан протоієрея і нагороджений хрестом з прикрасами.
6 червня 2004 року рішенням Вченої Ради КДА, за захист кандитатської десиртації на тему «Пневматологія Нового Завіту. Період Мужів Апостольських і Апологетів», присвоєно вчений ступінь кандидата богословських наук.
У 2004 призначений викладачем богословського відділення філософсько-теологічного факультету Чернівецького Національного Університету.
В січні 2005 року рішенням Вченої Ради факультету призначений заступником декана з навчально-виховної роботи.
Указом Святійшого Патріарха Філарета, від 28 вересня 2005 року, нагороджений медаллю святих Кирила та Мефодія.
В період від грудня 2006 року до травня 2008 року призначений настоятелем храму Святої Трійці міста Чернівців.
З благословення Патріарха Філарета, з 14 травня 2008 року ніс послух у Свято-Михайлівському Золотоверхому монастирі міста Києва.
25 серпня 2009 року пострижений в чернецтво у Свято-Михайлівському Золотоверхому чоловічому монастирі з іменем Тихон на честь святителя Тихона, єпископа Воронезького, Задонського чудотворця.

## Єпископське служіння
22 листопада 2009 року висвячений у єпископа Луганського і Старобільського.
13 грудня 2010 року рішенням Священного синоду УПЦ КП увільнено від управління Луганською єпархією.
4 травня 2017 року Макарієм (Малетичем) прийнято до юрисдикції УАПЦ та призначено керівником Одесько-Чорноморської єпархії УАПЦ.
19 вересня 2017 року призначений керуючим Тернопільською єпархією УАПЦ.
25 липня 2018 року Архієрейський собор та Патріарша рада ухвалили рішення звести Тихона до сану архієпископа та надати титул «Тернопільський та Бучацький»..
15 грудня 2018 року разом із усіма іншими архієреями УАПЦ взяв участь у Об'єднавчому соборі в храмі Святої Софії.